# André de Boisandré
Pour les articles homonymes, voir André.
André de Boisandré (dit André du Quesnay de Boisandré mais signant A. de Boisandré), né le  le 27 novembre 1859 à Fresville (Manche) et mort à Paris le 17 août 1910, est un journaliste antisémite, écrivain et homme politique français.

## Biographie

### Études et débuts dans le journalisme
Fils d'Alcide-Frédéric-Édouard-Ernest André de Boisandré et de Caroline-Éléonore Poret-Lacouture, François-Adrien-Marie André de Boisandré est le descendant d'un receveur des aides anobli par lettres patentes en 1657, Pierre André.
Après avoir suivi les cours du collège ecclésiastique de Montebourg puis obtenu le baccalauréat, François-Adrien-Marie André de Boisandré poursuit ses études à Paris, où il est admis à l'École des chartes en 1878, mais il ne semble pas en avoir suivi les cours. Il étudie également à la Faculté de droit avant de s'orienter vers le journalisme. En 1887, il fait ses débuts dans cette profession en tant que rédacteur d'un hebdomadaire satirique, Le Pilori.
Marqué par la lecture de La France juive d'Édouard Drumont et acquis aux idées antisémites, il entre à La Libre Parole dès sa création en 1892 et y assure pendant quelques années le rôle de secrétaire de rédaction avant d'être remplacé dans cette fonction par Albert Monniot. Pendant l'Ère des attentats (1892-1894), il tente d'intervenir pour obtenir le pardon d'Auguste Vaillant, le militant anarchiste responsable de l'attentat de l'Assemblée nationale et se rend chez l'abbé Lemire avec Sidonie Vaillant, sa fille,  pour obtenir son soutien, mais celui-ci reste impassible et inflexible, ce qui le marque,.

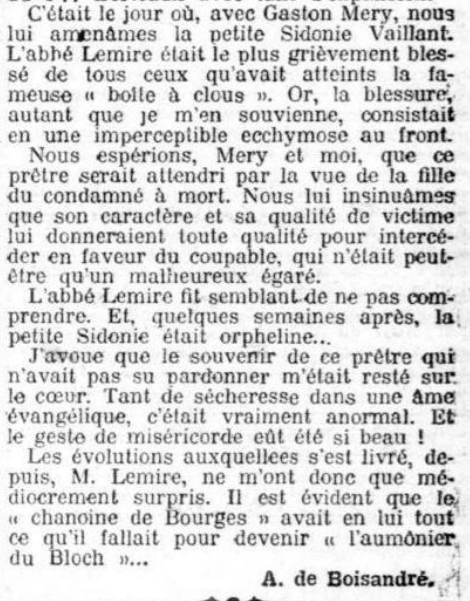
Récit d'André de Boisandré au sujet de la rencontre entre Sidonie Vaillant et l'abbé Lemire. Elle est aussi accompagnée par le journaliste antisémite Gaston Méry pour demander le pardon. La Libre Parole. (24 décembre 1907)

L'administrateur du journal, Charles Devos, et le journaliste Gaston Méry sont ses témoins lors de son mariage avec Marie-Victoire Marquier en 1902.

### Le publiciste antisémite
A. de Boisandré est l'auteur de plusieurs brochures publiées par la Librairie antisémite, tels que le Petit catéchisme antijuif (1899) et Napoléon antisémite (1900). Dans ce dernier ouvrage, il tente de démontrer que les antisémites peuvent revendiquer le premier empereur des Français comme un « ancêtre » de leur mouvement. Sans être lui-même bonapartiste, il intervient ainsi dans une polémique survenue en décembre 1899 entre son ami Joseph Lasies, député antijuif et rédacteur en chef du Petit Caporal, et le directeur de ce journal, Gustave Cuneo d'Ornano, partisan d'un régime impérial mais hostile aux thèses antisémites. En 1903, c'est également à la Librairie antisémite que paraissent les deux volumes de ses Petites études sociales (L'État-major socialiste, Millerand, Jaurès et Cie et Socialistes et juifs, la nouvelle Internationale), dans lesquels ils s'en prend aux socialistes dreyfusards Jean Jaurès et Alexandre Millerand, qu'il accuse de s'être mis « au service de la juiverie internationale ».
Soutenu par Drumont, Boisandré tente en vain une carrière politique dans le sillage du mouvement nationaliste à partir des élections législatives de 1902. Le 27 avril, il se présente dans son arrondissement natal de Valognes contre le républicain ministériel Jean Villault-Duchesnois (déjà vainqueur d'une élection partielle l'année précédente mais invalidé pour avoir été sous-préfet de cet arrondissement moins de six mois auparavant). Villault-Duchesnois est cependant réélu par 9 375 voix contre 4 884 à Boisandré. En 1904, ce dernier brigue un siège de conseiller municipal dans le quartier du Jardin-des-Plantes mais le conseiller sortant, le radical Georges Desplas, est réélu au premier tour.
Affaibli depuis quelques années par un commencement d'empoisonnement du sang, A. de Boisandré meurt à Paris le 17 août 1910. Après des obsèques célébrées en l'église Saint-Joseph-des-Épinettes, une seconde cérémonie religieuse a lieu dans l'église paroissiale de son village natal de Fresville, où il est inhumé le 20 août.

### Postérité
L'antisémitisme ayant été remis à l'ordre du jour pendant la Seconde Guerre mondiale par le régime de Vichy et les autres collaborateurs de l'Allemagne nazie, le Petit catéchisme antijuif de Boisandré, déjà réédité dans l'entre-deux-guerres, est republié en 1942 avec une préface de son ancien confrère Jean Drault.